# Пентаскандийтетракозарений
Пентаскандийтетракозарений — бинарное неорганическое соединение
рения и скандия
с формулой Re24Sc5,
кристаллы.

## Получение
- Сплавление стехиометрических количеств чистых веществ:

{\displaystyle {\mathsf {24\ Re+5\ Sc\ {\xrightarrow {2570^{o}C}}\ Re_{24}Sc_{5}}}}

## Физические свойства
Пентаскандийтетракозарений образует кристаллы
кубической сингонии,
пространственная группа I 43m,
параметры ячейки a = 0,96448 нм, Z = 2,
структура типа пентатитантетракозарения Re24Ti5 (или марганца α-Mn)
.
Соединение образуется по перитектической реакции при температуре 2570°С.
При температуре 2,2 К соединение переходит в сверхпроводящее состояние
.